# Кётен (район)
Кётен (нем. Köthen) — бывший район в Германии. Центром района был город Кётен. Район входил в землю Саксония-Анхальт. Занимает площадь 475,11 км². Население — 65 096 чел. Плотность населения — 137 человек/км².
Официальный код района — 15 1 59.
Район подразделяется на 38 общин.

## Города и общины
1. Акен (8 957)
2. Кётен (29 932)

Объединения общин
Управление Остернинбург
1. Хёрау (253)
2. Дибциг (280)
3. Дорнбок (369)
4. Дроза (630)
5. Эльсниг (713)
6. Гроспашлебен (865)
7. Клайнпашлебен (964)
8. Либбесдорф (405)
9. Михельн (785)
10. Остернинбург (2 139)
11. Реппихау (487)
12. Тринум (422)
13. Вульфен (1 167)
14. Цабиц (518)

Управление Зюдлихес-Анхальт
1. Эддериц (1 236)
2. Фрасдорф (244)
3. Глауциг (460)
4. Гёрциг (1 286)
5. Гросбадегаст (678)
6. Грёбциг (3 171)
7. Хинсдорф (529)
8. Либехна (271)
9. Масдорф (379)
10. Майлендорф (256)
11. Питен (263)
12. Прозиг (772)
13. Квеллендорф (1 024)
14. Радегаст (1 236)
15. Ройпциг (321)
16. Рисдорф (145)
17. Шойдер (350)
18. Шортевиц (691)
19. Треббихау-ан-дер-Фуне (368)
20. Вайсандт-Гёльцау (1 847)
21. Вискау (320)
22. Цебиц (363)